# Stephen Duke-McKenna
Stephen Winston Duke-McKenna (Liverpool, 17 agosto 2000) è un calciatore guyanese con cittadinanza britannica, centrocampista dell'Harrogate Town e della nazionale guyanese.

## Carriera

### Club
Cresciuto nell'Everton, l'8 giugno 2018 viene svincolato dalle Toffees. Nel corso dello stesso mese viene tesserato dal Bolton.

### Nazionale
Convocato per la prima volta con la nazionale guyanese nel 2018, ha esordito il 20 novembre, nella partita di CONCACAF Nations League persa per 2-1 contro la Guyana Francese.
Ha partecipato alla CONCACAF Gold Cup 2019.

## Palmarès

### Club

#### Competizioni nazionali
- Campionato inglese di quarta divisione: 1

Leyton Orient: 2022-2023